# Jardín de nudo

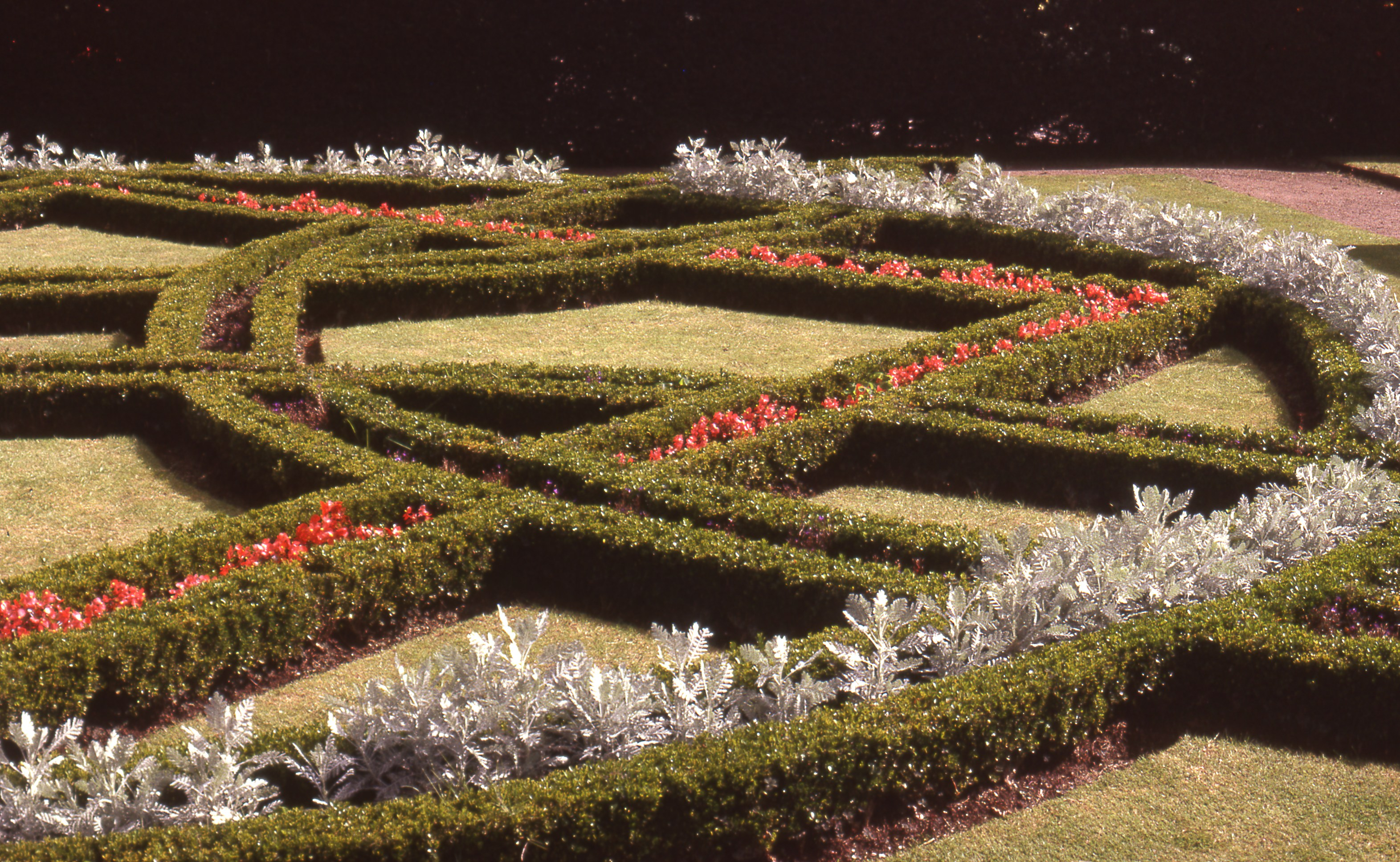
El jardín de nudo en el museo de la vida en el campo de St Fagans, en el sur de Gales

Un jardín de nudo o de entrelazos (knot garden en inglés) es un jardín de diseño muy formal en un marco cuadrado, que consiste en una variedad de plantas aromáticas e hierbas culinarias. Su popularidad se extendió en la Inglaterra del siglo XVI, entre otras consideraciones por la llegada, a partir de 1540, con la promulgación del Edicto de Fontainebleau, de gran número de refugiados franceses, valones y flamencos, muchos de ellos jardineros y horticultores.
Los jardines de nudo están circunscritos dentro de cuadrados formando figuras geométricas con hierbas que incluyen: teocrio, mejorana, tomillo, artemisa, melisa, hisopo, tanaceto, acanto, malva, manzanilla, romero, caléndulas, violas y santolina.
Con el paso del tiempo algunos de los primeros jardines de nudo se han cubierto más de césped o de otro paisaje, pero los trazos originales todavía son visibles como ondulaciones en el paisaje actual. Un ejemplo de este fenómeno es el jardín de principios del siglo XVII de  Muchalls Castle en Escocia.
La mayoría de los jardines de nudo ahora tienen bordes hechos en caja de boj, cuyas hojas tienen un olor dulce cuando se aplastan. Los caminos en el medio se ponen habitualmente con grava fina. Sin embargo, los diseños originales de jardines de nudo no tenían los setos bajos y los jardines de nudo con tales arbustos pueden ser llamados con mayor precisión parterres.
La mayoría de los jardines de nudo del Renacimiento se componen de compartimentos cuadrados. Un pequeño jardín puede consistir en un compartimiento, mientras que los grandes jardines pueden contener seis u ocho compartimentos.

## Ejemplos

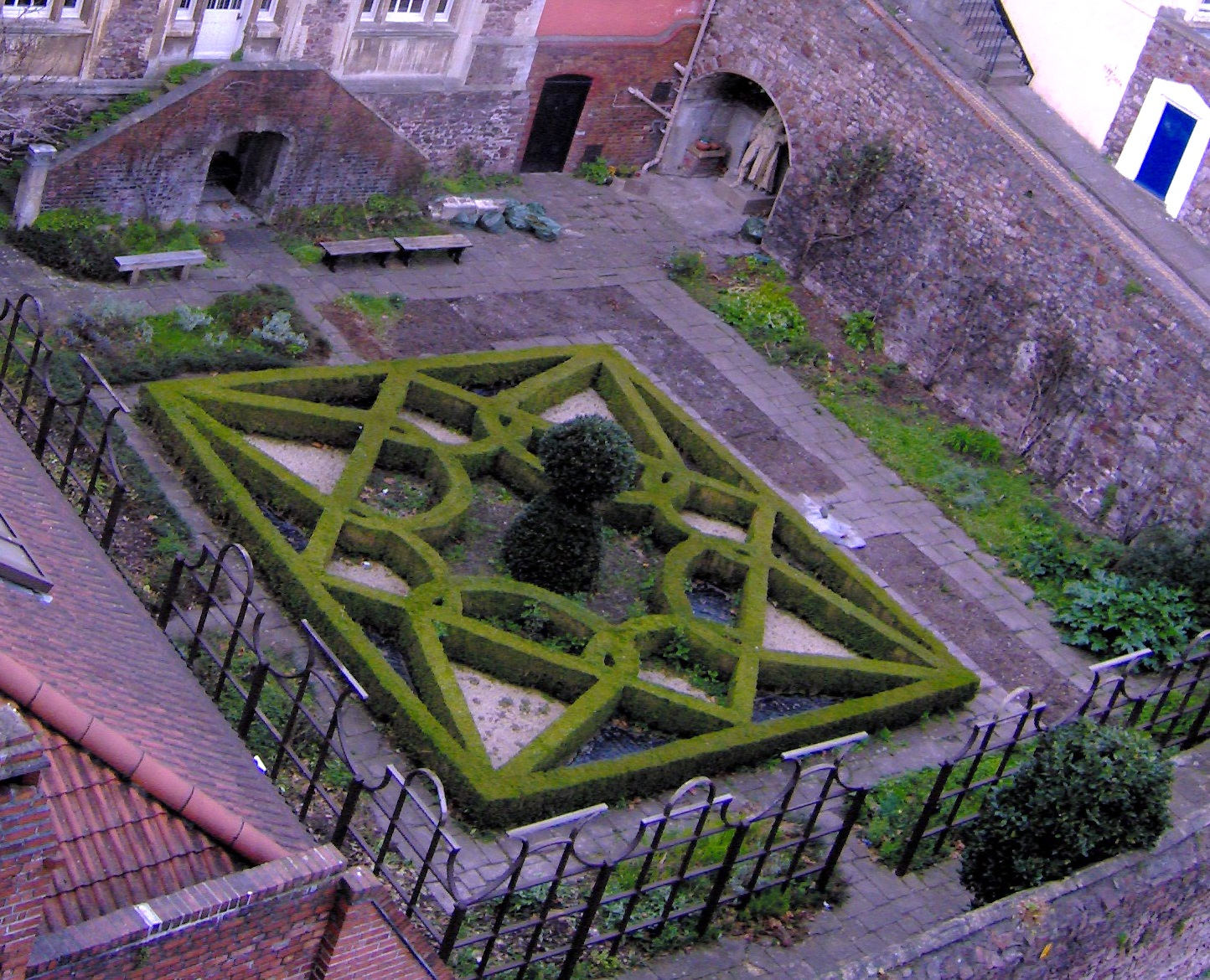
El jardín de nudo en el Red Lodge Museum, Bristol

Los jardines de nudo se han establecido en muchos jardines de la zona de clima templado en todo el mundo, incluyendo:
- Alexandra Hicks Herb Knot Garden, Universidad de Míchigan, EE. UU.
- Antony House, Cornwall, Inglaterra
- Anzac Square, Dunedin, New Zealand
- Barnsley House, Gloucestershire, Inglaterra
- Bourton House Garden, Gloucestershire, Inglaterra
- Brooklyn Botanic Garden, New York, EE. UU.
- Cleveland Botanical Garden, EE. UU.
- Compton Castle, Devon, Inglaterra
- Garden Museum, Londres, Inglaterra
- Hatfield House, Hertfordshire, Inglaterra
- Knowle, Solihull, Inglaterra
- Little Moreton Hall, Cheshire, Inglaterra
- Red Lodge Museum, Bristol, Inglaterra
- St Fagans, Gales del Sur